# Friedrich-Ludwig Urban

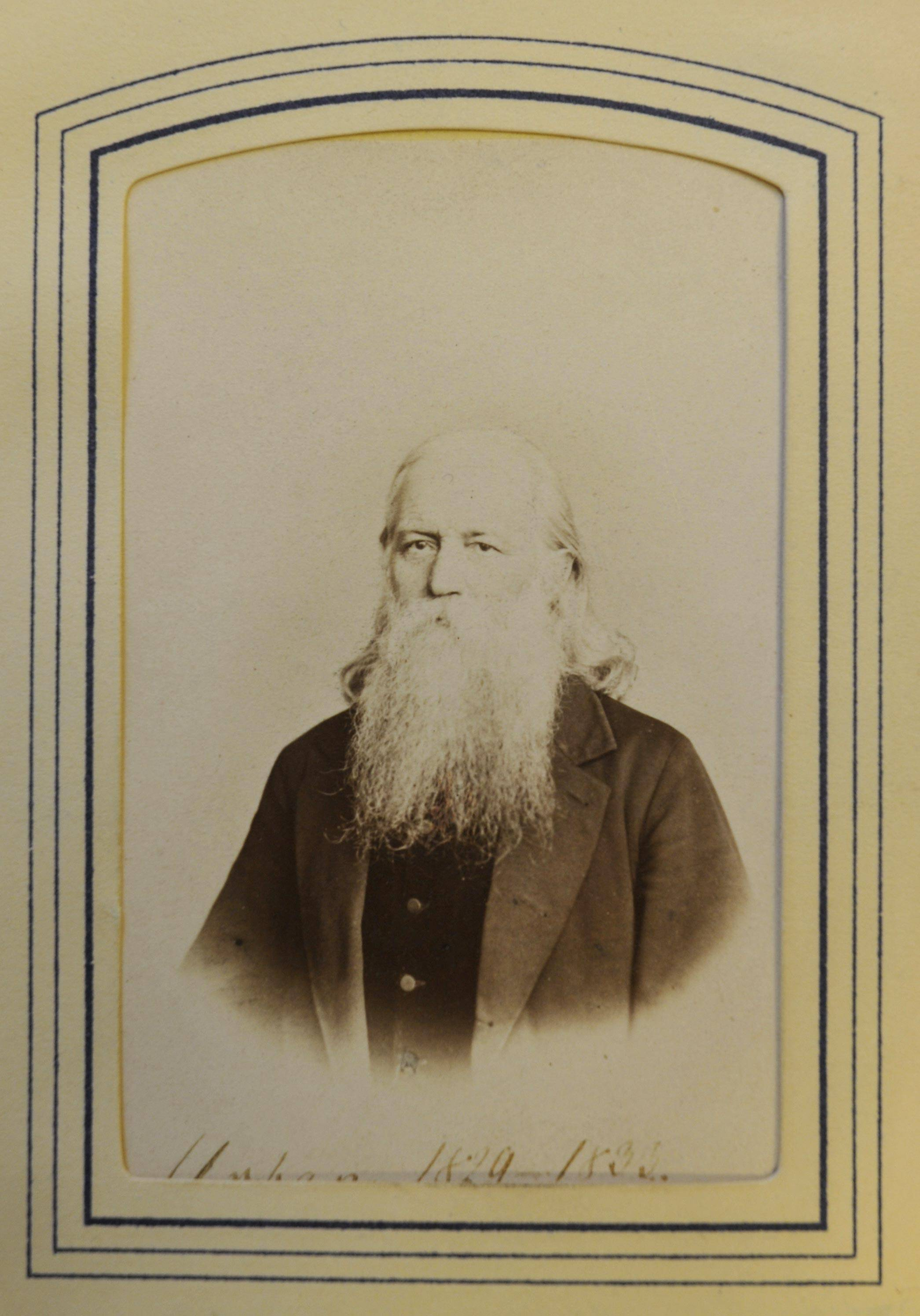
Friedrich Ludwig Urban

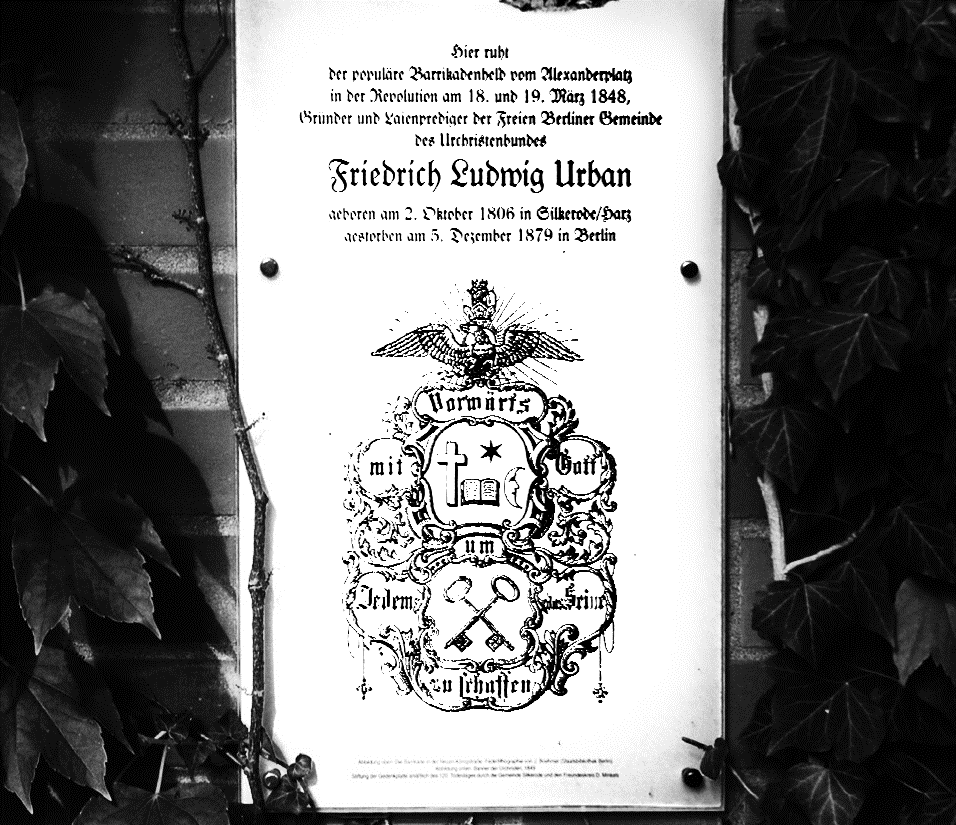
Gedenktafel für Friedrich Ludwig Urban auf dem Friedhofspark der Freireligiösen Gemeinde Berlin

Friedrich Ludwig Urban (geboren 2. Oktober 1806 in Silkerode; gestorben 5. Dezember 1879 in Berlin) war ein deutscher Tierarzt, Freireligiöser, Mitbegründer des Urchristenbundes und Barrikadenkämpfer.

## Leben

### Kindheit, Jugend und Karriere (1806–1840)
Friedrich Ludwig Urban wurde am 2. Oktober 1806 in Silkerode, im Bereich der Patrimonialherrschaft Bockelnhagen, als sechstes und vermutlich letztes Kind des Hufschmiedes Karl Ludwig Urban und seiner Ehefrau Dorothea Wilhelmine (geb. Sander) geboren. Er trat später in die beruflichen Fußstapfen seines Vaters und wurde Schmied. Er konnte jedoch die Werkstatt des Vaters nicht übernehmen.
Seine Alternative lag in der Wehrpflicht, und so folgte Urban dem Weg nach dem preußischen Reglement. Bei der Kavallerie wurde er Kurschmied. Da Urban Gardemaß und eine sehr gute Dienstauffassung besaß, kam er 1827 zum Garde du Corps nach Berlin. Bald danach kam ihm seine Gymnasialbildung für die Laufbahnförderung zugute. 1829 wurde er zur Königlichen Tierarztschule Berlin abkommandiert. Die Schule befand sich auf der Höhe der Zeit und Urban erhielt eine profunde Ausbildung. Seine Studienzeit stand auch unter der Wirkung großer Wissenschaftler wie Michael Faraday, der mit der Entdeckung der Induktion den Weg zur modernen Elektrotechnik ebnete, oder Alexander von Humboldt, der das Weltbild konkretisierte. Rudolf Virchow und Urban kannten einander.
Als Urban 1832 sein Examen bestand und er Tierarzt bei der Truppe wurde, versammelten sich die Demokraten auf dem Hambacher Fest. 1838 wurde Friedrich Ludwig Urban nach Berlin versetzt und bekam dort Heimatrecht. Er eröffnete im gleichen Jahr eine Tierarztpraxis und stand dieweil noch im Dienst des Militärs. Infolge der Invalidität durch einen Pferdetritt erfolgte seine Entlassung aus dem Militärdienst. Außer der kleinen staatlichen Pension war er auf den monatlichen Ertrag seiner Praxis angewiesen. Ihm wurde klar, dass ein Zusatzstudium zum Tierarzt I. Klasse notwendig sein würde. 1840 bekam Friedrich Ludwig Urban seine Approbation.

### Vorrevolution (bis 1848)
Die Bemühungen Urbans, seine Selbständigkeit so gut wie möglich zu organisieren, fielen in die Endzeit des Vormärz, die zunehmend turbulenter wurde. Die Märzrevolution von 1848 sammelte noch Unmut. Das Verfassungsversprechen der Monarchie wurde immer ungeduldiger eingefordert. Die sozialen Missstände waren so gravierend, dass Bettina von Arnim ein Buch unter dem Titel Dies Buch gehört dem König veröffentlichte, welches in drastischen Berichten das Elend im Königreich schilderte. Auch Urban las dieses Werk.
Er war evangelisch getauft und begann, sein religiöses Weltbild zu hinterfragen. Seit 1839 lebte er in der Alexanderstraße gegenüber dem Arbeitshaus. Dort begegnete er einer Form des sozialen Elends, die in einem harschen Widerspruch zur christlichen Ethik stand. Urban ging allmählich dazu über, in der Vossischen Zeitung seine Gedanken zu veröffentlichen, wobei er den Zensor zu umgehen versuchte. 1844 erlebte er die öffentlichen Reaktionen auf den Weberaufstand.
Die Ausstellung des sogenannten Heiligen Rockes 1844 in Trier und das öffentliche Sendschreiben des Kaplans Johannes Ronge beschäftigten auch den Tierarzt. Er beobachtete die Gründung der deutsch-katholischen Gemeinden, besonders die in Leipzig durch Robert Blum. Urban bemühte sich, einen »Verein zur Erkenntnis des inneren – geistigen Menschen« zu gründen. Mit dem Antrag erreichte er jedoch nur die Beobachtung durch die Polizei. Während sich 1845 die deutsch-katholische Gemeinde unter der Führung Robert Brauners konsolidierte, stellte sich Urban auf die Seite der protestantischen Lichtfreunde, die ebenfalls für Gewissensfreiheit und Lehrfreiheit eintraten.
Weil sein Verein zum wiederholten Male abgelehnt wurde, fasste er sein bisheriges Schriftgut in zwei Heftchen, Das Wort oder Christus im Menschen und Welt und Geist oder die Beziehung des äußeren zum inneren Menschen. Schon damals kamen ihm die Gedanken an die Gründung einer Urchristen-Gemeinde. 1847 heiratete er Mathilde Christine Mix.

### Revolution 1848
In Europa standen die Zeichen auf Sturm. Auch in Berlin war das Volk nicht mehr willens, die Laune des Regimes einfach hinzunehmen, und Militär und Polizei waren zwischen dem 15. und 18. März äußerst nervös. Es gab blutige Übergriffe, welche die Wut der Massen weiter steigerten. Man begann sich zu bewaffnen. Am 18. März wurde Urban gegen 15.00 Uhr an der Ecke Königstraße/Burgstraße zufällig Zeuge der Vertreibung von 8.000 auf dem Schlossplatz versammelten Menschen durch das preußische Militär. Schüsse waren zu hören. Tausende drängten ihm über die Brücke entgegen und schrien »Verrat, man schießt auf uns«.
Dies war der Anstoß, und Friedrich Ludwig Urban ließ den Streit mit den Zensurbehörden weit hinter sich. Er erkannte die Gefahr des Eindringens von Militär in die Wohnviertel und rief spontan »Barrikaden!« Dieser Ruf wurde tausendfach wiederholt und befolgt. Im darauf folgenden Barrikadenkampf führte Urban das Kommando unter den Zivilkämpfern. Die berühmt gewordene Barrikade an der Neuen Königsstrasse Richtung Alexanderplatz, die nicht von Truppen erobert werden konnte, war unter seiner Leitung und Mitarbeit außergewöhnlich massiv errichtet worden. Nach zwölfstündigen Kämpfen erreichte Urban in Verhandlungen mit dem Oberbefehlshaber die Feuereinstellung und verkündete den Frieden. Dafür trugen ihn Männer auf ihren Schultern durch die Straßen.
Der Tierarzt Urban war nun stadtbekannt. Er entdeckte auch sein politisches Talent. So trat er noch in den Märztagen als Volksredner in Clubs, Volksvereinen und Versammlungen auf. Eine der Versammlungen, die er mit Freunden organisierte, fand am 26. März vor dem Schönhauser Tor statt und hatte fast 20.000 Teilnehmer. Die Menschen hatten den Eindruck, dem König von Preußen ganz wichtige Zugeständnisse abgerungen zu haben. Friedrich Ludwig Urban setzt seine ganze Kraft daran, die Früchte der Revolution zu sichern. Er war überall dabei, wo in der Stadt die Dinge im Werden waren. Er hatte auch eine Audienz beim König. Alles schien gut zu laufen.
Einiges wurde anders. Die ersten Wahlen von Abgeordneten fanden statt. Obwohl sich Urban mit dem Kampf auf der Barrikade gegen das Militär und für schwarz-rot-gold mit Geschick und Erfolg engagiert hatte, beschäftigten ihn doch bald wieder religiöse Inhalte. Sie boten ihm das ethische Gerüst für seinen demokratischen Geist. Dabei gelangte er zum Urchristentum.

### Vom Urchristen zum Freireligiösen (1848–1855)
Nach der offiziellen Genehmigung fand im November 1849 die Gründungsversammlung der „Freien Berliner Gemeinde des Urchristenbundes“ statt. Urban wurde in den Vorstand gewählt und wurde zum Patriarchen und Laienprediger. Die Berliner Urchristen, welche die unverfälschte Lehre Christi verbreiten wollten, hatten eine eigene Kirchengemeindeordnung, ein eigenes Glaubensbekenntnis, Siegel und Banner. In großen Gaststätten an vier Standorten wurden vormittags biblische und naturhistorische Vorträge gehalten. Nachmittags hielt Urban als einer von vier Laienpredigern Besprechungen ab.
Bald zählte die Gemeinde 210 Mitglieder. Diesem Erfolg standen die Bemühungen der polizeilichen Überwachung feindlich gegenüber. Bald wurde der Druck dieser Behörde für eine freie und geordnete Gemeindearbeit zu groß. Am 28. April 1850 fand die letzte Versammlung der Urchristengemeinde statt. Mehrmals wurde Urban aufgrund seiner Predigten zu Haft verurteilt. Unter solchen Verhältnissen war Religionsausübung nicht mehr möglich.
Da Urbans religiöse und humanistische Einstellung mit den Prinzipien der Berliner deutsch-katholischen Gemeinde übereinstimmte, wurde er deren Mitglied. Die Gemeinde stand ihm auch nach dem Tod seiner ersten Frau im Jahre 1853 bei. Sie wurde auf dem Gemeindefriedhof in der Pappelallee beigesetzt.
Nach der offiziellen Trauerzeit heiratete er Charlotte Bredow. Er beschloss, dem Druck der Behörden gegen Demokraten auszuweichen, kaufte eine Kossätenwirtschaft in Friedersdorf und zog mit seiner Familie 1855 dorthin.

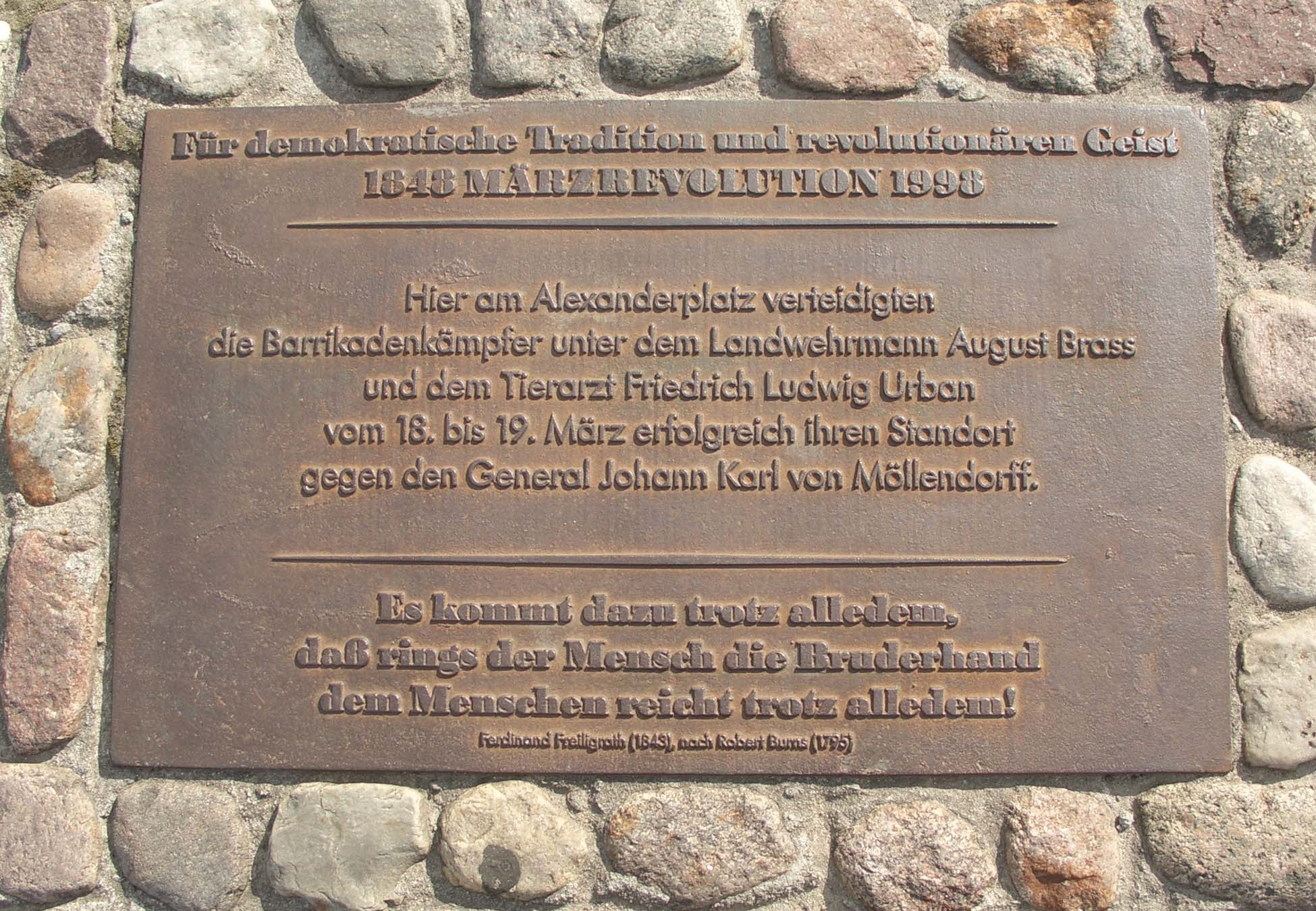
Foto der Gedenktafel der Barrikadenkämpfe am Alexanderplatz. Namentlich erwähnt sind August Brass und Friedrich Ludwig Urban

### Politik mit christlicher Ethik, Tod (1861–1879)
1858 übergab König Friedrich Wilhelm IV. seinem Bruder Wilhelm die Regentschaft. Das verhieß eine neue Ära und einige Lockerungen in der Polizeiaufsicht. Urban zog zurück nach Berlin und erhielt das Recht, wieder als Tierarzt zu praktizieren. Unter der Führung König Wilhelm I. ließ der Druck tatsächlich etwas nach.
Am 2. Mai 1861 gründete Tierarzt Urban die Partei Der deutsche Volksverein in der Villa Colonna am Alexanderplatz. Schon nach wenigen Wochen kam es in der Partei zu einem Richtungsstreit in der Religionsfrage. Am 9. Juni gleichen Jahres entstand die Fortschrittspartei, der auch Urban angehörte. In ganz Deutschland wurden in dieser Zeit demokratische Parteien gegründet. Manchmal nannten sie sich christlich, mal liberal.
Wieder – nun als Mitglied der Fortschrittspartei – publizierte Urban seine Gedanken: An das deutsche Volk; Waldeck und die Demokratie – Jesuitische Enthüllungen, 1862; Denkschrift zum Versuch einer Einigung der Preußischen Volksvertretung mit der Staatsregierung, 1863; Unsere Zustände vor vier Jahren. Eine Denkschrift an das deutsche Volk zur Abwendung der Gefahr drohenden Angriffe des Klerus, 1865; Offener Brief an die Jesuiten des Ökumenischen Konzils zu Händen des Papstes zu Rom, 1870.
Am 5. Dezember 1879 starb Friedrich Ludwig Urban, Mitglied der Freireligiösen Gemeinde Berlin. Er wurde auf dem Gemeindefriedhof neben seiner ersten Frau bestattet. Es war die 660. Beerdigung nach der Erstbelegung des Friedhofs im Jahre 1847. Es gibt in Abständen Veröffentlichungen über ihn, den volkstümliche, dennoch königstreuen, urchristlichen, couragierten Revolutionär mit demokratischen und nationalen Visionen.